# ティトゥス・クィンクティウス・カピトリヌス・バルバトゥス
ティトゥス・クィンクティウス・カピトリヌス・バルバトゥス（Titus Quinctius Capitolinus Barbatus、紀元前513年 - 紀元前423年）は共和政ローマの政治家、軍人である。執政官（コンスル）を6回務めた。

## 出自
ティトゥスの属するクィンクティウス氏族はローマで最も古いパトリキ（貴族）の一つである。
父はルキウス・クィンクティウス、祖父の名前もルキウス・クィンクティウスである。おそらくルキウス・クィンクティウス・キンキナトゥス（紀元前460年、紀元前458年、紀元前439年の独裁官）は兄弟である。彼の同名の子息も紀元前421年に執政官に就任しており、また紀元前405年には執政武官を務めた可能性がある。
ティトゥス・リウィウス（ 紀元前59年頃 - 17年）によると、彼は生来温和な人柄であり、紀元前423年には90歳であったが、まだ健在であった。

## 執政官

### 一回目の執政官（紀元前471年）
紀元前471年、ティトゥス・クィンクティウスは、アッピウス・クラウディウス・クラッスス・インレギッレンシス・サビヌスと共に執政官に選ばれた。アッピウスは、その非妥協的な性格と、その父がプレブス（平民）と対立していたことから、ローマ元老院が選んだものであった。アッピウスは、護民官ウォレロ・プブリリウスが昨年提出した法案に対抗することが期待されていた。ウォレロは護民官選挙をトリブス民会でトリブス毎に行い、パトリキとそのクリエンテスには選挙権は与えないことを提案していた。もしこの法案が成立すると、護民官はパトリキから政治的に完全に独立することができ、パトリキからの影響を排除できる。
紀元前486年から何度も提出されてきた公有地法の阻止と護民官グナエウス・ゲヌキウスの暗殺という紀元前473年の騒乱の後、ローマ市民の間には不穏な空気が流れていた。しかしながら、弁舌に長けたアッピウスはもう一人の護民官を激しく攻撃してやり込め、更に挑発して逆上させた。平民たちが立ち上がりあわや流血沙汰という所でティトゥス・クィンクティウスが仲裁に入り、アッピウスをクリア・オスティリア（元老院議会場）に退かせることで、群衆の不満をかろうじて鎮めることができた。そこで元老院議員達は、重大な市民の不安を招く可能性があるとして、アッピウスに非妥協的な姿勢を放棄するよう促した。政治的支援を失ったアッピウスは投票を認めるしかなく、結果プブリリウス法が成立した。
政治的な混乱でローマが弱体化したと考えたウォルスキ族とアエクイ族はローマ領土を襲撃した。アッピウスはウォルスキに対する軍を指揮することとなったが、彼は兵士たちから憎まれており、敗北すら望むやる気のない軍は背後を突かれて敗走する事になった。アッピウスは軍の階級・秩序を維持しようとし、規律回復のために十分の一刑に頼った。対照的にティトゥス・クィンクティウスのアエクイに対する作戦は順調に進み、アエクイはローマ領から撤退した。ティトゥス・クィンクティウスは戦利品を全て彼の兵士に分配し、ローマに戻った。また元老院とプレブスの和解にも成功した。

### 二回目の執政官（紀元前468年）
紀元前468年、プレブスとパトリキは公有地法の改定に関して依然として対立しており、プレブスは執政官選挙に参加することを拒否した。パトリキとそのクリエンテスはティトゥス・クィンクティウスを再度執政官に選んだ。同僚執政官はクィントゥス・セルウィリウス・ストルクトゥス・プリスクス であった。又も戦争のために軍を編成する必要が生じ、内紛は一時収まった。サビニ族がローマに進行し、ウォルスキも蜂起した。セルウィリウスはサビネ軍を押し返し、他方ティトゥス・クィンクティウスは軍を率いてウォルスキに向かった。
ティトゥス・クィンクティウスは、ローマ軍が数的に劣っていたため、敗北を避ける戦略を採用した。戦闘中、ローマ軍はウォルスキ軍の最前列を撃退したが、敵の本体は丘の上に位置していた。ティトゥス・クィンクティウスは攻撃を躊躇したが兵士達は性急な攻撃を求め、結局は攻撃を命令した。ウォルスキ軍はアエクイ軍に支援されており、ローマ軍の第一列を容易に押し返し、ローマ兵は逃走した。これを見たティトゥス・クィンクティウスは、兵を率いて勇敢に丘を上り、敵軍を野営地に押し戻し、さらには野営地を占領した。勝利したティトゥス・クィンクティウスは、さらに軍をウォルスキの首都であるアンティウム（現在のアンツィオ）に向けた。短期の攻城戦の後、アンティウムは降伏した。ティトゥス・クィンクティウスはローマに戻り、凱旋式を実施した。

### アンティウム植民（紀元前467年）
紀元前467年、ティベリウス・アエミリウス・マメルクスとクィントゥス・ファビウス・ウィブラヌスが執政官に選ばれたが、公有地法に関して新たな緊張が生じた。護民官は公有地を独占している富裕なパトリキを非難し、より公平な土地配分を要求した。
新たな内部危機を避けるため、執政官ティベリウス・アエミリウスは、前年に占領したウォルスキ都市で海岸沿いに立地するアンティウムに植民を行うことを提案した。ティトゥス・クィンクティウス、アウルス・ウェルギニウス・トリコストゥス・カエリオモンタヌス、プブリウス・フリウス・メドゥッリヌスの3人が、植民希望者に対して土地を分配する役を担当することとなった。ティトゥス・リウィウスによると、植民を希望するローマ市民は非常に少なく、このためウォルスキ族にも土地が割り当てられることとなった。

### 三回目の執政官（紀元前465年）
紀元前465年、ティトゥス・クィンクティウスは三度目の執政官に就任した。同僚執政官のクィントゥス・ファビウス・ウィブラヌスはアエクイに対して和平交渉の使節を送ったが失敗した。このため、両執政官はアエクイとの戦いに臨み、アルギドゥス山の近くでこれに勝利した。アエクイは戦術を変更し、すぐにローマ領土を襲撃して略奪し荒廃させた。これがローマ市民の間の恐怖を引き起こし、戦争は行き詰ってしまった。 ローマでは、ティトゥス・クィンクティウスが市民を落ち着かせ、略奪者に対する軍を組織した。同年にティトゥス・クィンクティウスは人口調査を実施している。

### プロコンスル（紀元前464年）
翌紀元前464年、執政官 アウルス・ポストゥミウス・アルビヌス・レギッレンシススとプリウス・ フリウス・メドゥッリヌス・フススは、それぞれの軍を率いてアエクイとその同盟国に対する軍事作戦を実施した。しかし、フススはヘルニキ族（紀元前486年頃にローマと攻守同盟を結んでいた）の領土内で敗北し、野営地が包囲されてしまった。ローマでは元老院がティトゥス・クィンクティウスをプロコンスル（前執政官）に任命してインペラトル（軍事指揮権）を与え、包囲されているフススを救出する任務を与えた。彼が率いた軍は、同盟国、ヘルニキ、およびアンティウムの入植者から構成されていた。野営地ではローマ軍は追い詰められ、フススは負傷していた。ティトゥス・クィンクティウスは背後からアエクイ軍を攻撃し、フススの軍は最後の力を振り絞って包囲を突破する経路を見つけた。その後ローマ軍はアエクイ軍を包囲し、勝利した。

### 四回目の執政官（紀元前446年）
紀元前446年、前回から20年近く経っていたが、ティトゥス・クィンクティウスは4回目の執政官に選出された。同僚執政官はアグリッパ・フリウス・フススであった。
十人委員会（紀元前451年-紀元前449年）が独裁的になって解散させられた後、内部の反乱が再び生じていた。アエクイとウォルスキはローマの政情不安定という好機をとらえ、抵抗を受けずにラティウムを略奪した。ティトゥス・クィンクティウスは、敵軍が迫っているにもかかわらずプレブスが軍務に付くことを拒否し、敵ではなくパトリキを攻撃していることに言及する演説を行い、目を覚まして協力するよう呼びかけた。彼の演説は市民に大きな影響を与えた。その後市民は喜んで軍務に付くことを希望したため、二人の執政官は軍を編成することができた。アグリッパ・フリウス・フススは軍の最高指揮権をティトゥス・クィンクティウスに渡し、自身は軍の一部を率いることとした。ローマ軍はアエクイ・ウォルスキ連合軍を撃退し、その野営地も占領して大量の戦利品を得た。その一部はラティウムでの略奪品であった。
同年、二人の執政官はラティウムの二つの都市、アルデアとアリキア（現在のアリッチャ）の領土紛争の解決を住民から要請された。トリブス民会で両国の言い分を聞いた後、プレブスの一人が、紛争地帯の領有権はローマにあると言い出した。執政官らはこの欺瞞に乗らないよう市民を説得したが、投票の結果領有権はローマのものとされた。

### 五回目の執政官（紀元前443年）
紀元前443年、ティトゥス・クィンクティクスは5回目の執政官に就任。同僚執政官はマルクス・ゲガニウス・マケリヌスであった。マルクス。ゲガニウスは同盟都市であるアルデア（内乱の後、ウォルスキに包囲されていた）の救援に赴いたが、その間ティトゥス・クィンクティクスはローマを離れず、市内の秩序維持に努めた。ローマ内部で紛争が生じなかったのは久しぶりであったため、元老院も市民もティトゥス・クィンクティクスに敬意を払った。

### 六回目の執政官（紀元前439年）
紀元前439年、ティトゥス・クィンクティクスは6回目で最後の執政官に就任した。同僚執政官はアグリッパ・メネニウス・ラナトゥスであった。この年、ローマでは深刻な飢餓が発生したが、裕福なプレブスであるスプリウス・マエリウス（en）が私財で小麦を購入し、ローマ市民に分配した。これで彼の人気は上昇し、「王」であるとみなされるようになった。この危機（ローマの法では「王となろうと試みる者はいかなる時においても殺されるべき」とされていた）に対するため、両執政官は齢80を超えていたルキウス・クィンクティウス・キンキナトゥスを独裁官に任命した。彼はガイウス・セルウィゥス・アハラを彼のマギステル・エクィトゥム（副官）に選んだ。定説では、アハラはキンキナトゥスの了解の下、逮捕時に抵抗したスプリウス・マエリウスを殺害したとされる。その直後にキンキナトゥスは独裁官を辞し、その権力を元老院に返却した。

## 参考資料
- Livy, Histoire romaine, Livre II, 41/56-65, Livre III, 1-13/24-29/35/66-70 & Livre IV, 6-19/41 Site of the University of Louvain.
- Philip Matyszak: Geschichte der Römischen Republik. Von Romulus zu Augustus. Wiss. Buch-Ges., Darmstadt 2004, ISBN 3-534-17578-6.
- Tymon C. A. De Haas, Fields, Farms and Colonists : Intensive Field Survey and Early Roman Colonization in the Pontine Region, Central Italy, Barkhuis, 2011